# The Joy Formidable
The Joy Formidable est un groupe de rock alternatif britannique, originaire du Pays de Galles. Il est formé en 2008 et réside actuellement à Londres, en Angleterre. Il est composé de Ritzy Bryan (chant et guitare), Rhydian Dafydd (chant et basse) et Matt Thomas (batterie), ce dernier ayant remplacé à ce poste Justin Stahley.

## Biographie

### Débuts (2007–2009)
La chanteuse Ritzy Bryan et le bassiste Rhydian Dafydd jouaient déjà ensemble depuis 2003 dans les groupes de rock indépendant Tricky Nixon puis Sidecar Kisses avant de former The Joy Formidable.
En 2008, le trio joue au Latitude Festival ainsi qu'aux Reading and Leeds Festivals et sort le 18 août 2008 son premier single, en vinyle exclusivement, Austere que l'on peut par ailleurs entendre dans un épisode de la série britannique Skins. La formation se produit pour la première fois en France le 15 janvier 2009 à la Maroquinerie à Paris. Cette année-là sortent deux nouveaux singles, toujours en vinyle, Cradle et Whirring que l'on retrouve avec Austere sur le mini album A Balloon Called Moaning qui, selon Les Inrockuptibles, réhabilite le shoegazing et la noisy pop.

### The Big Roar(2010–2011)
Après la sortie de deux singles en 2010, Popinjay et I Don't Want to See You Like This, le premier album du groupe, The Big Roar, sort au Royaume-Uni le 24 janvier 2011. Selon les Inrockuptibles encore, il mêle shoegazing et sauvagerie grunge. Le single Austere est réédité tandis qu'un nouveau clip est réalisé.
Le trio se lance sur les scènes d'Europe, partageant l'affiche avec The Dodoz pour plusieurs dates en France en février, ou en première partie de leurs compatriotes de Manic Street Preachers en mai. Il participe à plusieurs festivals dont Solidays en juin ou Lollapalooza en août à Chicago. 
Durant l'année, le groupe sort un nouveau single, A Heavy Abacus, ainsi que deux EP proposant des remixes ou des titres enregistrés en live : Roarities et The Big More, sur ce dernier figure une reprise inédite de It's Over de Roy Orbison. The Joy Formidable est également présent sur la bande originale du film Twilight, chapitre IV : Révélation avec une chanson inédite, Endtapes.

### Nouveaux albums (depuis 2012)
Ils assurent en 2012, la première partie du groupe de rock britannique Muse lors de leur tournée européenne, The 2nd Law Tour. En octobre sort un nouvel EP, Cholla, annonciateur du nouvel album, Wolf's Law, qui sort en janvier 2013.
Le 25 mars 2016, le groupe publie l'album Hitch. En novembre 2016, ils assurent la première partie du groupe Placebo lors des dates françaises de la tournée 20 Years Tour.

## Discographie

### Albums studio
- 2011 : The Big Roar
- 2013 : Wolf's Law
- 2016 : Hitch
- 2018 : Aaarth
- 2021 : Into The Blue

### EP
- 2009 : A Balloon Called Moaning (8 titres)
- 2011 : Roarities (5 titres, live et remixes)
- 2011 : The Big More (5 titres, live, remix et 2 inédits)
- 2012 : Cholla (4 titres)

### Singles
- 2008 : Austere (vinyle ; réédité en 2011)
- 2009 : Cradle (vinyle ; réédité en 2011)
- 2009 : Whirring (vinyle ; réédité en 2011)
- 2010 : Popinjay
- 2010 : I Don't Want to See You Like This
- 2011 : A Heavy Abacus
- 2012 : This Ladder is Ours
- 2016 : The Last Thing on My Mind

### Participation
- 2011 : Endtapes sur la BO de Twilight, chapitre IV : Révélation